# Joaquín Sobrino
Joaquín Sobrino Martínez,  nascido em 22 de junho de 1982 em Posada de Llanes, é um ciclista espanhol, resultado director desportivo. Tem evoluído nas fileiras da equipa Relax-GAM em 2007, após Burgos Monumental-Castilla e León até em 2009 e finalmente Caja Rural.

## Palmarés
- 2005
  -     - 4. ª etapa da Volta a Toledo
    - 3.º e 5. ª etapas da Volta a Galiza

  - 3.º da Volta a Toledo
- 2008
  -     - 2. ª etapa da Volta a Navarra
    - 2. ª etapa da Volta ao México
- 2009
  - 1.ª etapa da Volta a Castela e Leão
- 2010
  - 3.ºa etapa da Voltas às Astúrias
- 2012
  -     - 2. ª etapa da Volta à Argélia
    - 3. ª etapa da Okolo Jižních Čech

  - 3.º da Volta à Argélia
- 2013
  -     - 4. ª etapa das Cinco Anéis de Moscovo

## Classificações mundiais
}
}
| Ano              | 2005   | 2006  | 2007   | 2008   | 2009  | 2010  | 2011  | 2012  | 2013  | 2014  |
| UCI Africa Tour  |        |       |        |        |       |       |       | 40.º. | 93.º  |       |
| UCI America Tour |        |       |        | 183.º. | 281.º | 172.º |       |       |       |       |
| UCI Asia Tour    |        |       | 104.º. |        |       |       | 222.º |       | 167.º |       |
| UCI Europe Tour  | 930.º. | 959.º | 457.º  | 449.º  | 229.º | 477.º | 430.º | 393.º | 524.º | 535.º |